# Chirurgie au laser

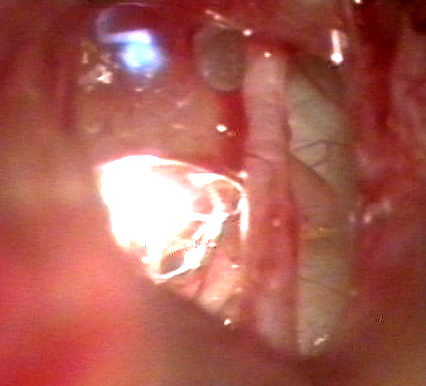
Stapédotomie au laser: tir laser sur la plaque de base

La chirurgie au laser utilise un faisceau laser au lieu d'un bistouri pour modifier les tissus du corps humain. Cet outil chirurgical est utilisé dans de nombreuses spécialités chirurgicales.

## Description
Selon les cas, le faisceau peut être utilisé pour vaporiser le tissu mou à teneur en eau élevée.
Les laser les plus courants incluent le dioxyde de carbone, l'argon, Nd:YAG et KTP.

## Application

### En ophtalmologie
En ophtalmologie, on trouve par exemple des applications dans le cadre des opérations des yeux au laser pour corriger la myopie, l'hypermétropie, l'astigmatisme ou encore la presbytie dans le cadre d'interventions de chirurgie réfractive.

## Avantages
La chirurgie au laser trouve son principal atout en comparaison de la chirurgie conventionnelle en évitant le contact physique, réduisant donc habituellement le risque d'infection. 